# ホルヘ・ウィルステルマン

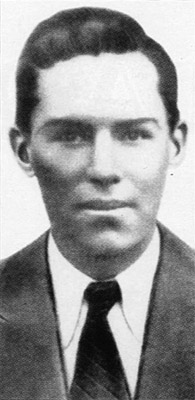
ホルヘ・ウィルステルマン・カマーチョ

ホルヘ・ウィルステルマン・カマーチョ（Jorge Wilstermann Camacho、1910年4月23日 - 1936年1月17日）は、ボリビア人初の民間人パイロット。

## 来歴
1910年4月23日に、コチャバンバの近くのプナタに生まれる。父親は、ドイツ系の子孫でLAB航空の技術者であった。彼は飛行機パイロットにあこがれ、LAB航空の設立したパイロット養成学校（la Escuela de Pilotos y Mecánicos de Aviación del LAB）を卒業し、ボリビア人初の民間人パイロットとなった。1936年1月17日に、コチャバンバからオルロへ向かう飛行の途中、墜落事故で死亡。
コチャバンバにある国際空港のホルヘ・ウィルステルマン国際空港にその名が残る。またコチャバンバを本拠地としているプロサッカークラブのクルブ・ホルヘ・ウィルステルマンの名前の由来にもなっている。